# Johannes Leun
Johannes Leun (* 16. Februar 1855 in Großen-Linden; † 8. August 1940 in Gießen) war ein hessischer Kaufmann und Politiker (HBB) und Abgeordneter der Zweiten Kammer der Landstände des Großherzogtums Hessen.
Johannes Leun war der Sohn des Landmanns Johan Heinrich Leun und dessen Ehefrau Maria, geborene Wenzel. Leun, der evangelischen Glaubens war, war Kaufmann in Großen-Linden und heiratete Christina geborene Pirr.
Von 1899 bis 1918 gehörte er der Zweiten Kammer der Landstände an. Er wurde für den Wahlbezirk Oberhessen 5/Gießen-Land gewählt. 1883 wurde er Bürgermeister in Großen-Linden.